# MTC XMQ-17
Die MTC XMQ-17A SpyHawk war ein Projekt für eine ultraleichte Aufklärungsdrohne. Ab 2006 wurde die SpyHawk von MTC Technologies entwickelt und sollte beim USMC eingesetzt werden. Mit Infrarotkameras und Laserzielsuchern sollte die Drohne Bodentruppen bei der taktischen Gefechtsfeldaufklärung unterstützen. Nachdem Mitte 2007 der Erstflug des Prototyps fehlschlug, wurde das Programm zum Ende desselben Jahres eingestellt.

## Technische Daten
| Kenngröße               | Daten                   |
| ----------------------- | ----------------------- |
| Länge:                  | k. A.                   |
| Flügelspannweite:       | 3,89 m                  |
| Maximales Startgewicht: | 39 kg                   |
| Maximale Zuladung:      | 9 kg                    |
| Höchstgeschwindigkeit:  | 167 km/h                |
| Marschgeschwindigkeit:  | 83 km/h                 |
| Dienstgipfelhöhe:       | ca. 4.500 m             |
| Reichweite:             | 90 km                   |
| Einsatzdauer:           | 16 Stunden              |
| Antrieb:                | Honda GX-57 Kolbenmotor |